# Pierre Vadeboncoeur
Pierre Vadeboncoeur (* 28. Juli 1920 in Montreal; † 11. Februar 2010 ebenda) war ein kanadischer Schriftsteller französischer Sprache.

## Leben und Werk
Pierre Vadeboncœur studierte Rechtswissenschaft an der Universität Montreal und wurde Rechtsanwalt. Ab 1950 engagierte er sich 25 Jahre lang in der kanadischen Gewerkschaftsbewegung und wurde einer der Akteure der Stillen Revolution. Ab 1963 trat er für den Rest seines langen Lebens mit Essayistik hervor, in der er zunehmend den Untergang der Kultur zu beklagen hatte. Sein Werk wurde mit zahlreichen Preisen ausgezeichnet. Seit 2011 trägt ein Literaturpreis seinen Namen.

## Veröffentlichungen (Auswahl)
- La Ligne du risque. Essais. HMH, Montreal 1963. 1994.
- L'Autorité du peuple. Arc, Quebec 1965.
- Lettres et colères. Parti pris, Montreal 1969.
- Un Amour libre. HMH, Montreal 1970. (Roman)
- Indépendances. Essai. Parti pris, Montreal 1972. (Abschied vom Engagement)
- Un génocide en douce. Écrits polémiques. Hexagone, Montreal 1976.
- (Übersetzer) Lawrence David Kusche: La Solution du mystère. Le triangle des Bermudes. Étincelle, Montreal 1976.
- Chaque jour, l'indépendance... Leméac, Montreal 1978.
- Les Deux royaumes. Essais. Hexagone, Montreal 1978.
- To be or not to be, that is the question... Hexagone, Montreal 1980.
- Trois essais sur l'insignifiance. Lettre à la France. A. Michel, Paris 1983. (über den Ruin der Kultur)
- L'Absence. Essai à la deuxième personne. Boréal Express, Montreal 1985.
- Essais inactuels. Boréal, Montreal 1987.
- Essai sur une pensée heureuse. Boréal, Quebec 1989.
- Dix-sept tableaux d'enfant. Étude d'une métamorphose. Le jour, Montreal 1991.
- Le bonheur excessif. Bellarmin, Montreal 1992.
- Gouverner ou disparaître. Essais. Typo, Montreal 1993.
- Vivement un autre siècle! Bellarmin, Saint-Laurent (Quebec) 1996.
- Le pas de l'aventurier. A propos de Rimbaud. Presses de l'Université de Montréal, Montreal 2003.
- La dictature internationale. Lux, Montreal 2004.
- L'injustice en armes. Lux, Montreal 2006.
- Une tradition d'emportement. Écrits, 1945–1965. Hrsg. Yvan Lamonde und Jonathan Livernois. Presses de l'université Laval, Quebec 2007.